# Alatau-Rind
Das Alatau-Rind (russisch Алатауска/ Alatauska) ist eine Rinderrasse aus Kasachstan und Kirgisistan.

## Zuchtgeschichte
In Kirgisistan und Kasachstan kreuzte man kirgisische und kasachische Rinder mit Brown-Swiss.
Kirgisische und Kasachische Rinder sind bekannt für
- Anpassung an das örtliche Klima
- schnelle Zunahmerate
- klein
- spätreif
- wenig Milch: 500 – 600 kg Milch mit einem hohen Fettgehalt.

Die erste Kreuzung wurde 1904 durchgeführt. Später, 1929–1940, wurden über 4.500 Brown-Swiss-Rinder nach Kirgisistan und 4.300 nach Kasachstan importiert. Die Brown-Swiss-Rinder fanden sich gut im heißen Klima und den bergigen Bedingungen zurecht.
Später Einkreuzung von Kostromaer Rindern
Die Rasse wurde 1950 anerkannt. 1980 betrug die Anzahl der Alatau-Rinder 930.000 Tiere.

## Charakteristika
- starke Konstitution
- solides und feines Skelett
- Kopf groß mit langem Gesicht
- Brust tief und breit, gut entwickelte Wamme
- Beine mittellang
- Muskulatur gut entwickelt
- Euter mittelgroß
- sehr gute Fleischqualität
- Milchleistung 4.000 kg mit 3,9 % Fett

## Zucht heute
Die Alatau-Rinder bestehen aus 9 Hauptlinien.
Alatau-Rinder werden in der Stadt Bischkek und den Regionen Tianshan und Yssyk-Köl in Kirgisistan und Taldy-Kurgan und Almaty in Kasachstan gehalten. Sie wurden exportiert in die Mongolei, wo ein neuer Typ, das Mongolische Alatau-Fleisch-Milch-Rind gezüchtet wurde.